# Tabajd
Tabajd è un comune dell'Ungheria di 972 abitanti (dati 2001). È situato nella contea di Fejér.